# Сілвердейл (Вашингтон)
Сілвердейл (англ. Silverdale) — переписна місцевість (CDP) в США, в окрузі Кітсеп штату Вашингтон. Населення — 20 733 особи (2020).

## Географія
Сілвердейл розташований за координатами 47°40′1″ пн. ш. 122°40′55″ зх. д. / 47.66694° пн. ш. 122.68194° зх. д. (47.666962, -122.681997).  За даними Бюро перепису населення США в 2010 році переписна місцевість мала площу 35,21 км², з яких 32,71 км² — суходіл та 2,50 км² — водойми.

## Демографія
Згідно з переписом 2010 року, у переписній місцевості мешкали 19 204 особи в 7828 домогосподарствах у складі 4995 родин. Густота населення становила 545 осіб/км².  Було 8555 помешкань (243/км²).
Расовий склад населення:
| - 75,8 % — білих - 11,0 % — азіатів - 3,2 % — чорних або афроамериканців - 1,0 % — корінних американців - 0,9 % — вихідців з тихоокеанських островів - 1,3 % — осіб інших рас |

До двох чи більше рас належало 6,7 %. Частка іспаномовних становила 6,3 % від усіх жителів.
За віковим діапазоном населення розподілялося таким чином: 21,9 % — особи молодші 18 років, 65,4 % — особи у віці 18—64 років, 12,7 % — особи у віці 65 років та старші. Медіана віку мешканця становила 36,8 року. На 100 осіб жіночої статі у переписній місцевості припадало 97,3 чоловіків;  на 100 жінок у віці від 18 років та старших — 95,3 чоловіків також старших 18 років.
Середній дохід на одне домашнє господарство  становив 76 199 доларів США (медіана — 61 021), а середній дохід на одну сім'ю — 90 635 доларів (медіана — 72 177). Медіана доходів становила 52 241 долар для чоловіків та 37 519 доларів для жінок. За межею бідності перебувало 7,9 % осіб, у тому числі 9,6 % дітей у віці до 18 років та 4,6 % осіб у віці 65 років та старших.
Цивільне працевлаштоване населення становило 8266 осіб. Основні галузі зайнятості: освіта, охорона здоров'я та соціальна допомога — 23,6 %, роздрібна торгівля — 13,2 %, публічна адміністрація — 11,1 %, мистецтво, розваги та відпочинок — 10,9 %.